# Hrabia Selkrik
Uzasadnienie: artykuły o tym samym tytule hrabiowskim; ten z literowką w nazwie
Rodzina Douglasów należy do jednej z najbardziej prominentnych i najbardziej utytułowanych rodzin arystokratycznych w Wielkiej Brytanii. Z rodziny Douglasów wywodzi się szereg rodów arystokratycznych:
- Książęta Hamilton - używający podwójnego nazwiska Douglas-Hamilton
  - Hrabiowie Angus
  - Hrabiowie Selkirk

Tytuł hrabiego Selkirk został kreowany w parostwie Szkocji w 1646 r. dla Williama Douglasa 1. hrabiego Selkirk z dodatkowym tytułem:
- lord Daer i Shortcleuch

Tytuł hrabiego Selkirk nie jest łączony z tytułem księcia Hamilton i dziedziczony przez młodszego syna księcia Hamilton.
Hrabiowie Selkirk 1. kreacji (parostwo Szkocji)
- 1646–1694: William Douglas 1. hrabia Selkirk - Syn 1. markiza Douglas i mąż 3. księżnej Hamilton
- 1694–1739: Charles Douglas-Hamilton 2. hrabia Selkirk - Syn 1. hrabiego Selkirk
- 1739–1744: John Douglas-Hamilton 3. hrabia Selkirk, 1.hrabia Ruglen - Brat 2. hrabiego Selkirk, Syn 1, hrabiego Selkirk
- 1744–1799: Dunbar Douglas-Hamilton 4. hrabia Selkirk - Prawnuk 1. Hrabiego Selkirk
- 1799–1820: Thomas Douglas-Hamilton 5. hrabia Selkirk - Syn 4. hrabiego Selkirk
- 1820–1885: Dunbar Douglas-Hamilton 6. hrabia Selkirk - Syn 5. hrabiego Selkirk
- 1885–1886: Charles Douglas-Hamilton 7. hrabia Selkirk - Kuzyn w 12. pokoleniu 6. hrabiego Selkirk, Syn 11. księcia Hamilton
- 1886–1895: William Douglas-Hamilton 12. książę Hamilton i 8. hrabia Selkirk - Brat 7. hrabiego Selkirk, Syn 11. księcia Hamilton
- 1895–1940: Alfred Douglas-Hamilton 13. książę Hamilton i 9. hrabia Selkirk - Kuzyn w 11-pokoleniu 8. hrabiego Selkirk, Pra-pra-pra-prawnuk 1. hrabiego Selkirk
- 1940–1994: George Douglas-Hamilton, 10. hrabia Selkirk - Syn 9. hrabiego Selkirk
- 1994–1994: James Douglas-Hamilton 11. hrabia Selkirk - Bratanek 10. hrabiego Selkirk, Wnuk 9. hrabiego Selkirk

Następca 11. hrabiego Selkirk: John Douglas-Hamilton Lord Daer - Syn 11. hrabiego Selkirk